# Danh sách đại diện Việt Nam tại các cuộc thi sắc đẹp nữ giới quốc tế
Đây là danh sách đại diện Việt Nam tại các cuộc thi sắc đẹp quốc tế.

## Cuộc thi sắc đẹp quốc tế quy mô lớn
Dưới đây là bảng liệt kê thành tích của các đại diện Việt Nam tại các cuộc thi sắc đẹp nữ giới trên thế giới.

### Miss World -Hoa hậu Thế giới
Chú thích màu
- : Hoa hậu
- : Á hậu hoặc top 4/5
- : Top chung kết (top 12/13)
- : Top bán chung kết (top 20/30/40)
- : Được giải thưởng đặc biệt

| Năm  | Tên                     | Quê quán              | Thứ hạng       | Giải thưởng đặc biệt | T.k.   |
| ---- | ----------------------- | --------------------- | -------------- | --- | ------ |
| 2002 | Phạm Thị Mai Phương     | Hải Phòng             | Top 20         | |        |
| 2003 | Nguyễn Đình Thụy Quân   | Thành phố Hồ Chí Minh | Không đạt giải | |        |
| 2004 | Nguyễn Thị Huyền        | Hải Phòng             | Top 15         | | [ 1 ]  |
| 2005 | Vũ Hương Giang          | Hà Nội                | Không đạt giải | |        |
| 2006 | Mai Phương Thúy         | Hà Nội                | Top 17         | 1 - - Top 20 - Designer Dress Award | [ 2 ]  |
| 2007 | Đặng Minh Thu           | Nam Định              | Không đạt giải | |        |
| 2008 | Dương Trương Thiên Lý   | Đồng Tháp             | Không đạt giải | 2 - - People's Choice Award - Miss Golf Sport |        |
| 2009 | Trần Thị Hương Giang    | Hải Dương             | Top 16         | 2 - - 1st Runner-up - Top Model - Top 12 - Beach Beauty | [ 3 ]  |
| 2010 | Nguyễn Ngọc Kiều Khanh  | Munich                | Không đạt giải | |        |
| 2011 | Victoria Phạm Thúy Vy   | California            | Không đạt giải | |        |
| 2012 | Vũ Thị Hoàng My         | Đồng Nai              | Không đạt giải | 2 - - Top 30 - Best in Interview - Top 40 - Beach Beauty |        |
| 2013 | Lại Hương Thảo          | Quảng Ninh            | Không đạt giải | |        |
| 2014 | Nguyễn Thị Loan         | Thái Bình             | Top 25         | 3 - - Top 17 - Miss Talent - Top 27 - Beauty with a Purpose - Top 32 - Miss Sport                                                                                 | [ 4 ]  |
| 2015 | Trần Ngọc Lan Khuê      | Thành phố Hồ Chí Minh | Top 11         | 3 - - People's Choice Award - Winner - World Fashion Designer Award - Top 30 - Top Model                                                                          | [ 5 ]  |
| 2016 | Trương Thị Diệu Ngọc    | Đà Nẵng               | Không đạt giải | 1 - - Top 37 - Beauty with a Purpose |        |
| 2017 | Đỗ Mỹ Linh              | Hà Nội                | Top 40         | 4 - - Winner - Beauty with a Purpose - Top 9 - Multimedia - Top 10 - Miss World People's Choice - Winner - Head-to-Head Challenge                                 | [ 6 ]  |
| 2018 | Trần Tiểu Vy            | Quảng Nam             | Top 30         | 3 - - 2nd Runner-up - Beauty with a Purpose - Top 30 - Talent - Top 32 - Top Model                                                                                | [ 7 ]  |
| 2019 | Lương Thùy Linh         | Cao Bằng              | Top 12         | 2 - - Top 10 - Beauty with a Purpose - 1st runner-up - Top Model                                                                                                  | [ 8 ]  |
| 2021 | Đỗ Thị Hà               | Thanh Hóa             | Top 13         | 5 - - Top 28 - Beauty with a Purpose - Round 2 - Head-to-Head Challenge - Top 27 - Miss World Talent - Top 13 - Miss World Top Model - Digital Challenge (Winner) | [ 9 ]  |
| 2023 | Huỳnh Nguyễn Mai Phương | Đồng Nai              | Top 40         | 2 - - Top 25 Head-to-Head Challenge - Winner - Digital Challenge                                                                                                  | [ 10 ] |
| 2025 | Huỳnh Trần Ý Nhi        | Bình Định             | Top 40         | 3 - - Top 48 Best Talent - Top 8 Beauty with a Purpose - Top 20 Multimedia Challenge                                                                              |        |
| 2026 | Lê Nguyễn Bảo Ngọc      | Cần Thơ               |                | |        |

### Miss Universe -Hoa hậu Hoàn vũ
Chú thích màu
- : Hoa hậu
- : Á hậu hoặc top 5
- : Top chung kết (top 10)
- : Top bán chung kết (top 15)
- : Được giải thưởng đặc biệt

| Năm  | Tên                    | Quê quán              | Thứ hạng       | Giải thưởng đặc biệt                                               | T.k.   |
| ---- | ---------------------- | --------------------- | -------------- | ------------------------------------------------------------------ | ------ |
| 2004 | Hoàng Khánh Ngọc       | Hải Dương             | Không đạt giải | 1 - - Best Catwalk                                                 |        |
| 2005 | Phạm Thu Hằng          | Hà Nội                | Không đạt giải |                                                                    |        |
| 2008 | Nguyễn Thùy Lâm        | Thái Bình             | Top 15         | 2 - - Top 5 - Miss Ao Dai - Top 10 - Best national costume         | [ 11 ] |
| 2009 | Võ Hoàng Yến           | Thành phố Hồ Chí Minh | Không đạt giải |                                                                    |        |
| 2011 | Vũ Thị Hoàng My        | Đồng Nai              | Không đạt giải |                                                                    |        |
| 2012 | Lưu Thị Diễm Hương     | Thành phố Hồ Chí Minh | Không đạt giải |                                                                    |        |
| 2013 | Trương Thị May         | Thành phố Hồ Chí Minh | Không đạt giải |                                                                    |        |
| 2015 | Phạm Thị Hương         | Hải Phòng             | Không đạt giải |                                                                    |        |
| 2016 | Đặng Thị Lệ Hằng       | Đà Nẵng               | Không đạt giải | 1 - - Top 12 - Best National Costume                               |        |
| 2017 | Nguyễn Thị Loan        | Thái Bình             | Không đạt giải |                                                                    |        |
| 2018 | H'Hen Niê              | Đắk Lắk               | Top 5          |                                                                    | [ 12 ] |
| 2019 | Hoàng Thị Thùy         | Thanh Hóa             | Top 20         |                                                                    | [ 13 ] |
| 2020 | Nguyễn Trần Khánh Vân  | Thành phố Hồ Chí Minh | Top 21         | 1 - - Fan Vote Winner                                              | [ 14 ] |
| 2021 | Nguyễn Huỳnh Kim Duyên | Cần Thơ               | Top 16         | 1 - - Fan Vote Winner                                              | [ 15 ] |
| 2022 | Nguyễn Thị Ngọc Châu   | Tây Ninh              | Không đạt giải | 1 - - Swimsuit Cape Vote                                           |        |
| 2023 | Bùi Quỳnh Hoa          | Hà Nội                | Không đạt giải |                                                                    |        |
| 2024 | Nguyễn Cao Kỳ Duyên    | Nam Định              | Top 30         | 2 - - Top 3 Best National Costume (Fan-Vote) - Top 20 Best Make-up |        |

### Miss International -Hoa hậu Quốc tế
Chú thích màu
- : Hoa hậu
- : Á hậu hoặc top 5
- : Top chung kết (top 8/10)
- : Top bán chung kết (top 15)
- : Được giải thưởng đặc biệt

| Năm  | Tên                   | Quê quán              | Thứ hạng           | Giải thưởng đặc biệt                      | T.k.   |
| ---- | --------------------- | --------------------- | ------------------ | ----------------------------------------- | ------ |
| 1995 | Trương Quỳnh Mai      | Hà Nội                | Top 15             | 1 - - Best National Costume               | [ 16 ] |
| 1996 | Phạm Anh Phương       | Hà Nội                | Không đạt giải     |                                           |        |
| 2003 | Lê Minh Phượng        | Hải Phòng             | Không đạt giải     |                                           |        |
| 2006 | Vũ Ngọc Diệp          | Hà Nội                | Không đạt giải     |                                           |        |
| 2007 | Phạm Thị Thùy Dương   | Hà Nội                | Không đạt giải     | 1 - - Miss Internet                       |        |
| 2008 | Cao Thùy Dương        | Yên Bái               | Không đạt giải     |                                           |        |
| 2009 | Trần Thị Quỳnh        | Hải Phòng             | Không đạt giải     |                                           |        |
| 2010 | Chung Thục Quyên      | Thành phố Hồ Chí Minh | Không đạt giải     |                                           |        |
| 2011 | Trương Tri Trúc Diễm  | Thành phố Hồ Chí Minh | Top 15             |                                           | [ 17 ] |
| 2013 | Lô Thị Hương Trâm     | Nghệ An               | Không đạt giải     |                                           |        |
| 2014 | Đặng Thu Thảo         | Cần Thơ               | Không đạt giải     |                                           |        |
| 2015 | Phạm Hồng Thúy Vân    | Thành phố Hồ Chí Minh | Á hậu 3            |                                           | [ 18 ] |
| 2016 | Phạm Ngọc Phương Linh | Thành phố Hồ Chí Minh | Không đạt giải     | 1 - - Miss Visit Japan Tourism Ambassador |        |
| 2017 | Huỳnh Thị Thùy Dung   | Thành phố Hồ Chí Minh | Không đạt giải     | 1 - - Miss Visit Japan Tourism Ambassador |        |
| 2018 | Nguyễn Thúc Thùy Tiên | Thành phố Hồ Chí Minh | Không đạt giải     |                                           |        |
| 2019 | Nguyễn Tường San      | Hà Nội                | Top 8              | 1 - - Best National Costume               | [ 19 ] |
| 2022 | Phạm Ngọc Phương Anh  | Thành phố Hồ Chí Minh | Không đạt giải     |                                           |        |
| 2023 | Nguyễn Phương Nhi     | Thanh Hóa             | Top 15             | 1 - - Miss People's Choice Award          | [ 20 ] |
| 2024 | Huỳnh Thị Thanh Thủy  | Đà Nẵng               | Miss International | 1 - - Top 12 Miss Fitness Award           |        |
| 2025 | Nguyễn Ngọc Kiều Duy  | Vĩnh Long             |                    |                                           |        |

### Miss Earth -Hoa hậu Trái Đất
Chú thích màu
- : Hoa hậu
- : Á hậu hoặc top 8
- : Top chung kết (top 10)
- : Top bán chung kết (top 20)
- : Được giải thưởng đặc biệt

| Năm         | Tên                  | Quê quán              | Thứ hạng         | Giải thưởng đặc biệt | T.k.   |
| ----------- | -------------------- | --------------------- | ---------------- | --- | ------ |
| 2003        | Nguyễn Ngân Hà       | Thành phố Hồ Chí Minh | Không đạt giải   | 1 - - Best Hair |        |
| 2004        | Bùi Thúy Hạnh        | Hà Nội                | Không đạt giải   | |        |
| 2005        | Đào Thanh Hoài       | Thành phố Hồ Chí Minh | Không đạt giải   | |        |
| 2006        | Vũ Nguyễn Hà Anh     | Hà Nội                | Không đạt giải   | 1 - - 1st Runner-up - Miss Talent |        |
| 2007        | Trương Tri Trúc Diễm | Thành phố Hồ Chí Minh | Không đạt giải   | 1 - - Miss Fashion |        |
| 2010        | Lưu Thị Diễm Hương   | Thành phố Hồ Chí Minh | Top 14           | 4 - - Best in Swimsuit - Miss CanDeluxe (Sponsor) - Miss Vietnam Airlines (Sponsor) - Top 5 - Miss Talent                                                                             | [ 21 ] |
| 2011        | Phan Thị Mơ          | Tiền Giang            | Không đạt giải   | |        |
| 2012        | Đỗ Hoàng Anh         | Hà Nội                | Không đạt giải   | |        |
| 2016        | Nguyễn Thị Lệ Nam Em | Tiền Giang            | Top 8            | 4 - - Miss Photogenic - Miss Talent - Long Gown Competition - Top 3 - Best Eco Video                                                                                                  | [ 25 ] |
| 2017        | Lê Thị Hà Thu        | Thừa Thiên Huế        | Top 16           | 6 - - Miss Photogenic - Best Earth Warrior - Best Resort Wear - Miss Talent - Long Gown Competition - Top 15 - Beauty Figure and Form                                                 | [ 31 ] |
| 2018        | Nguyễn Phương Khánh  | Bến Tre               | Miss Earth       | 5 - - National Costume Competition (Asia & Oceania) - Long Gown Competition - Best Resort Wear - Miss Puerto Princesa Centro Hotel - Miss Robig Builders - Miss Ruj Beauty Care & Spa | [ 35 ] |
| 2019        | Hoàng Thị Hạnh       | Nghệ An               | Không đạt giải   | 3 - - Best Resort Wear - National Costume Competition (Asia & Oceania) - Miss Congeniality                                                                                            |        |
| Online 2020 | Thái Thị Hoa         | Gia Lai               | Không đạt giải   | 3 - - National Costume Competition (Asia & Oceania) - Long Gown Competition (Asia & Oceania) - Top 15 - Jewel Beauty Strong Earth Ambassador                                          |        |
| Online 2021 | Nguyễn Thị Vân Anh   | Hưng Yên              | Không đạt giải   | |        |
| 2022        | Thạch Thu Thảo       | Trà Vinh              | Top 20           | | [ 42 ] |
| 2023        | Đỗ Thị Lan Anh       | Hà Nội                | Miss Earth Water | 3 - - Best Appearance - Best National Costume - Top 8 - Best Bikini | [ 43 ] |
| 2024        | Cao Thị Ngọc Bích    | Hưng Yên              | Không đạt giải   | |        |
| 2025        | Trịnh Mỹ Anh         | Hà Nội                |                  | |        |
| 2026        | Ngô Thị Trâm Anh     | Hải Phòng             |                  | |        |

## Cuộc thi sắc đẹp quốc tế quy mô nhỏ

### Miss Supranational -Hoa hậu Siêu quốc gia
Chú thích màu
- : Hoa hậu
- : Á hậu
- : Top chung kết
- : Top bán chung kết
- : Được giải thưởng đặc biệt

| Năm  | Tên                                         | Quê quán              | Thứ hạng       | Giải thưởng đặc biệt | T.k.   |
| ---- | ------------------------------------------- | --------------------- | -------------- | --- | ------ |
| 2009 | Chung Thục Quyên                            | Thành phố Hồ Chí Minh | Top 15         | 2 - - Best National Dress - Miss Internet | [ 44 ] |
| 2011 | Daniela Nguyễn Thu Mây                      | Praha                 | Á hậu 3        | 1 - - Top 10 Miss Internet | [ 45 ] |
| 2012 | Lại Hương Thảo                              | Quảng Ninh            | Không đạt giải | 4 - - Miss Supranational Asia & Oceania - Top 12 Miss Talent - Top 16 Best National Costume - Miss St. George Hospitality                             |        |
| 2015 | Nguyễn Thị Lệ Quyên                         | Bạc Liêu              | Không đạt giải | 2 - - Best of Social Media - Top 3 Best in Evening Gown                                                                                               |        |
| 2016 | Dương Nguyễn Khả Trang (Dương Thị Hà Giang) | Hà Giang              | Top 25         | 1 - - Best National Costume |        |
| 2017 | Nguyễn Đình Khánh Phương                    | Khánh Hòa             | Top 25         | 1 - - Miss Internet | [ 46 ] |
| 2018 | Nguyễn Minh Tú                              | Thành phố Hồ Chí Minh | Top 10         | 4 - - Miss Supranational Asia - Best in Evening Gown - Top 10 Best National Costume - Missosologist's Choice                                          | [ 48 ] |
| 2019 | Nguyễn Thị Ngọc Châu                        | Tây Ninh              | Top 10         | 3 - - Miss Supranational Asia - Winner - Supra Chat with Valeria Episode 2 - 1st Place Miss Elegance                                                  | [ 52 ] |
| 2022 | Nguyễn Huỳnh Kim Duyên                      | Kiên Giang            | Á hậu 2        | 5 - - Supra Model of Asia - Winner - Supra Chat Episode 5 - Winner - Supra Chat Semi-final 2 - Winner - Supra Chat Interview - Top 10 Supra Fan Votes | [ 54 ] |
| 2023 | Đặng Thanh Ngân                             | Sóc Trăng             | Á hậu 4        | 2 - - Supra Fan-Vote - Top 7 Miss Supra Influencer | [ 55 ] |
| 2024 | Lydie Phương Ly Vũ                          | Thành phố Hồ Chí Minh | Không đạt giải | 2 - - Top 13 Miss Influencer Opportunity - Top 10 Supra Fan-Vote                                                                                      |        |
| 2025 | Võ Cao Kỳ Duyên                             | Hải Phòng             | Không đạt giải | 2 - - Top 20 Miss Influencer Opportunity - Top 10 Supra Fan-Vote                                                                                      |        |

### Miss Grand International -Hoa hậu Hòa bình Quốc tế
Chú thích màu
- : Hoa hậu
- : Á hậu
- : Top chung kết
- : Top bán chung kết
- : Được giải thưởng đặc biệt

| Năm  | Tên                   | Quê quán              | Thứ hạng                 | Giải thưởng đặc biệt | T.k.   |
| ---- | --------------------- | --------------------- | ------------------------ | --- | ------ |
| 2013 | Nguyễn Thị Bích Khanh | Tây Ninh              | Không đạt giải           | |        |
| 2014 | Cao Thùy Linh         | Hưng Yên              | Không đạt giải           | 1 - - Best National Costume |        |
| 2015 | Nguyễn Thị Lệ Quyên   | Bạc Liêu              | Không đạt giải           | |        |
| 2016 | Nguyễn Thị Loan       | Thái Bình             | Top 20                   | 1 - - Top 10 Best National Costume | [ 56 ] |
| 2017 | Nguyễn Trần Huyền My  | Hà Nội                | Top 10                   | 4 - - Top 10 Best National Costume - Miss Healthy & Beauty by Dr. Thanh (Sponsor) - Top 3 Front Row of Opening - Top 5 Official Portraits                                                                                   | [ 57 ] |
| 2018 | Bùi Phương Nga        | Hà Nội                | Top 10                   | 4 - - Miss Popular Vote - Top 12 Best National Costume - Top 3 Most liked and shared portraits Asia&Oceania - Top 5 The most attractive contestant in the preliminary                                                       | [ 58 ] |
| 2019 | Nguyễn Hà Kiều Loan   | Quảng Nam             | Top 10                   | 5 - - Miss Popular Vote - Top 10 Best National Costume - Top 10 Pre-Arrival - Top 20 for Historic Crowns Fashion Show Gala - Top 10 Best in Swimsuit                                                                        | [ 59 ] |
| 2020 | Nguyễn Lê Ngọc Thảo   | Thành phố Hồ Chí Minh | Top 20                   | 5 - - Top 6 Best National Costume - Top 20 Best in Swimsuit - Top 15 How to get to know you in 1 minute - Top 20 How to eat Thai food in 2 minutes - Top 5 Miss Popular Votes                                               | [ 60 ] |
| 2021 | Nguyễn Thúc Thùy Tiên | Thành phố Hồ Chí Minh | Miss Grand International | 7 - - Best in Swimsuit (Fans Vote) - Top 5 Before Arrival - Top 12 Lottery Prizes Event - Miss Grand Pageant Insider's Choice Award - Top 10 Best National Costume - Top 20 Best in Evening Gown - Top 5 Miss Popular Votes | [ 61 ] |
| 2022 | Đoàn Thiên Ân         | Long An               | Top 20                   | 4 - - Country's Power of The Year - Top 10 Before Arrival - Best National Costume (Fans Vote) - Top 10 Best in Swimsuit | [ 62 ] |
| 2023 | Lê Hoàng Phương       | Khánh Hòa             | Á hậu 4                  | 6 - - Top 5 Before Arrival - Best National Costume - Top 2 Country's Power of The Year - Top 18 Grand Voice Award - Top 10 Best in Swimsuit - Top 5 Miss Popular Vote                                                       | [ 63 ] |
| 2024 | Võ Lê Quế Anh         | Quảng Nam             | Không đạt giải           | 6 - - Top 10 Pre-Arrival - Top 15 Grand Voice Award - Top 20 Best in Swimsuit - Top 16 Country's Power of the Year - Top 10 Best National Costume - 1st Runner-up Miss Popular Vote                                         |        |

### Miss Intercontinental -Hoa hậu Liên lục địa
Chú thích màu
- : Hoa hậu
- : Á hậu
- : Top chung kết
- : Top bán chung kết
- : Được giải thưởng đặc biệt

| Năm  | Tên                    | Quê quán              | Thứ hạng              | Giải thưởng đặc biệt                                 | T.k.   |
| ---- | ---------------------- | --------------------- | --------------------- | ---------------------------------------------------- | ------ |
| 2003 | Bùi Thị Hoàng Oanh     | Thành phố Hồ Chí Minh | Không đạt giải        |                                                      |        |
| 2004 | Châu Ánh Minh          | Thành phố Hồ Chí Minh | Không đạt giải        |                                                      |        |
| 2005 | Phạm Thị Thanh Hằng    | Thành phố Hồ Chí Minh | Không đạt giải        |                                                      |        |
| 2014 | Huỳnh Thúy Anh         | Hà Nội                | Không đạt giải        |                                                      |        |
| 2015 | Lê Thị Hà Thu          | Thừa Thiên Huế        | Top 17                | 1 - - Miss Popularity                                | [ 64 ] |
| 2016 | Nguyễn Thị Bảo Như     | Kiên Giang            | Không đạt giải        |                                                      |        |
| 2017 | Nguyễn Đặng Tường Linh | Phú Yên               | Top 18                | 1 - - TGBC People's Choice                           | [ 65 ] |
| 2018 | Lê Âu Ngân Anh         | Tiền Giang            | Á hậu 4               | 1 - - People's Choice                                | [ 66 ] |
| 2019 | Nguyễn Thị Thúy An     | Kiên Giang            | Không đạt giải        |                                                      |        |
| 2021 | Trần Hoàng Ái Nhi      | Đắk Lắk               | Không đạt giải        | 2 - - Top 5 Asia & Oceania - Top 3 Best Evening Gown |        |
| 2022 | Lê Nguyễn Bảo Ngọc     | Cần Thơ               | Miss Intercontinental | 1 - - Miss Intercontinental Asia & Oceania           | [ 67 ] |
| 2023 | Lê Nguyễn Ngọc Hằng    | Thành phố Hồ Chí Minh | Á hậu 2               | 1 - - Miss Intercontinental Asia & Oceania           | [ 68 ] |
| 2024 | Bùi Khánh Linh         | Bắc Giang             | Á hậu 3               | 1 - - Miss Intercontinental Asia & Oceania           |        |

### The Miss Globe -Hoa hậu Hoàn cầu
Chú thích màu
- : Hoa hậu
- : Á hậu
- : Top chung kết
- : Top bán chung kết
- : Được giải thưởng đặc biệt

| Năm  | Tên                | Quê quán              | Thứ hạng       | Giải thưởng đặc biệt                              | T.k.   |
| ---- | ------------------ | --------------------- | -------------- | ------------------------------------------------- | ------ |
| 2013 | Nguyễn Thị Anh     | Hà Nội                | Top 10         |                                                   |        |
| 2014 | Nguyễn Lê Mỹ Linh  | California, Hoa Kỳ    | Không đạt giải |                                                   |        |
| 2017 | Đỗ Trần Khánh Ngân | Đồng Nai              | Miss Globe     | 2 - - Top 5 Miss Popular Vote - Top 8 Miss Talent | [ 69 ] |
| 2018 | Huỳnh Thị Yến Nhi  | Thành phố Hồ Chí Minh | Top 15         |                                                   | [ 70 ] |
| 2022 | Lâm Thị Thu Hồng   | Bà Rịa - Vũng Tàu     | Á hậu 4        | 1 - - Best National Costume                       | [ 71 ] |
| 2024 | Đỗ Hà Trang        | Nam Định              | Á hậu 4        | 1 - - People's Choice                             | [ 72 ] |

### Miss Charm -Hoa hậu Sắc đẹp Quốc tế
Chú thích màu
- : Hoa hậu
- : Á hậu
- : Top chung kết
- : Top bán chung kết
- : Được giải thưởng đặc biệt

| Năm  | Tên                          | Quê quán  | Thứ hạng | Giải thưởng đặc biệt                                                | T.k.   |
| ---- | ---------------------------- | --------- | -------- | ------------------------------------------------------------------- | ------ |
| 2023 | Đặng Dương Thanh Thanh Huyền | Khánh Hòa | Top 20   | 2 - - Miss Tourism - Runner-up Miss BlockCharm                      | [ 73 ] |
| 2024 | Nguyễn Thị Quỳnh Nga         | Hà Nội    | Á hậu 2  | 3 - - Best Interview - Best in National Costume - Miss Popular Vote |        |

### Miss Global -Hoa hậu Toàn cầu
Chú thích màu
- : Hoa hậu
- : Á hậu
- : Top chung kết
- : Top bán chung kết
- : Được giải thưởng đặc biệt

| Năm  | Tên                               | Quê quán              | Thứ hạng       | Giải thưởng đặc biệt  | T.k.   |
| ---- | --------------------------------- | --------------------- | -------------- | --------------------- | ------ |
| 2013 | Trần Ngọc Nguyên Khánh            | Thành phố Hồ Chí Minh | Top 20         | 1 - - Miss Talent     |        |
| 2014 | Trâm Tô                           | Texas, Hoa Kỳ         | Không đạt giải |                       |        |
| 2015 | Huỳnh Thị Yến Nhi                 | Thành phố Hồ Chí Minh | Top 20         |                       |        |
| 2016 | Nguyễn Khánh Vy                   | Los Angeles, Hoa Kỳ   | Không đạt giải |                       |        |
| 2017 | Vindy Krejčí                      | Cộng hòa Séc          | Top 20         | 1 - - Miss Photogenic |        |
| 2018 | Trần Thị Thu Trang (Kiko Chan)    | Nam Định              | Không đạt giải |                       |        |
| 2019 | Nguyễn Thị Mỹ Duyên (Keva Nguyễn) | Bến Tre               | Top 11         |                       | [ 74 ] |
| 2022 | Đoàn Thị Hồng Trang               | Bình Thuận            | Top 25         |                       | [ 76 ] |
| 2023 | Đoàn Thu Thủy                     | Phú Thọ               | Á hậu 4        |                       | [ 77 ] |
| 2025 | Nguyễn Đình Như Vân               | Lâm Đồng              | Miss Global    |                       |        |
| 2026 | Kiều Thị Thúy Hằng                | Hà Nội                |                |                       |        |

### Miss Tourism International -Hoa hậu Du lịch Quốc tế
Chú thích màu
- : Hoa hậu
- : Á hậu
- : Top chung kết
- : Top bán chung kết
- : Được giải thưởng đặc biệt

| Năm         | Tên                   | Quê quán              | Thứ hạng                                                | Giải thưởng đặc biệt                                                 | T.k.   |
| ----------- | --------------------- | --------------------- | ------------------------------------------------------- | -------------------------------------------------------------------- | ------ |
| 2002        | Nguyễn Thị Ngọc Oanh  | Hải Phòng             | Không đạt giải                                          |                                                                      |        |
| 2003        | Vũ Hương Giang        | Hà Nội                | Không đạt giải                                          | 2 - - Best in Talent - Miss Congeniality Europcar                    |        |
| 2004        | Dương Thùy Linh       | Hà Nội                | Không đạt giải                                          |                                                                      |        |
| 2005        | Nguyễn Phùng Ngọc Yến | Thành phố Hồ Chí Minh | Không đạt giải                                          |                                                                      |        |
| 2006        | Nguyễn Thùy Dương     | Hà Nội                | Không đạt giải                                          |                                                                      |        |
| 2008        | Phan Thị Ngọc Diễm    | Khánh Hòa             | Không đạt giải                                          | 2 - - Top 3 Best in Talent - Top 3 Best National Costume             |        |
| 2011        | Trần Ngọc Diễm Thuyên | Thành phố Hồ Chí Minh | Không đạt giải                                          |                                                                      |        |
| 2013        | Phan Hoàng Thu        | Hà Nội                | Á hậu 5 - - (Miss South East Asia Tourism Ambassadress) |                                                                      |        |
| 2014        | Nguyễn Diệu Linh      | Hải Phòng             | Á hậu 5 - - (Miss South East Asia Tourism Ambassadress) | 1 - - Best National Costume                                          | [ 78 ] |
| 2016        | Phạm Thị Thùy Linh    | Thành phố Hồ Chí Minh | Không đạt giải                                          | 1 - - Best National Costume                                          |        |
| 2018        | Trần Thị Giao Linh    | Thành phố Hồ Chí Minh | Không đạt giải                                          | 2 - - Best National Costume - Miss Glamorous                         |        |
| Online 2021 | Hoàng Thị Hương Ly    | Gia Lai               | Á hậu 2 - - (Miss Tourism Metropolitan International)   |                                                                      | [ 79 ] |
| 2022        | Nguyễn Thị Nga        | Phú Thọ               | Không đạt giải                                          | 1 - - Best in National Costume                                       |        |
| 2023        | Hồ Nguyễn Kiều Oanh   | Bà Rịa – Vũng Tàu     | Không đạt giải                                          |                                                                      |        |
| 2024        | Vũ Quỳnh Trang        | Nam Định              | Top 10                                                  | 2 - - Miss Southeast Asia Tourism Ambassador - Best National Costume |        |

### Miss Asia Pacific International -Hoa hậu Châu Á Thái Bình Dương Quốc tế
Chú thích màu
- : Hoa hậu
- : Á hậu
- : Top chung kết
- : Top bán chung kết
- : Được giải thưởng đặc biệt

| Năm  | Tên                 | Quê quán   | Thứ hạng       | Giải thưởng đặc biệt                                       | T.k.   |
| ---- | ------------------- | ---------- | -------------- | ---------------------------------------------------------- | ------ |
| 1965 | Thái Kim Hương      | An Giang   | Không đạt giải |                                                            |        |
| 1974 | Trần Lệ Hân         | Sài Gòn    | Không đạt giải | 1 - - Best National Costume                                |        |
| 2005 | Ngô Thị Mai Trang   | Nam Định   | Không đạt giải | 1 - - Best Talent                                          |        |
| 2016 | Hoàng Thu Thảo      | Hải Phòng  | Không đạt giải | 1 - - Top 6 Best Talent                                    |        |
| 2017 | Vương Thanh Tuyền   | Bình Dương | Không đạt giải | 2 - - Top 3 Darling of the Press - Top 3 Best Evening Gown |        |
| 2018 | Huỳnh Thúy Vi       | Cần Thơ    | Không đạt giải | 1 - - 1st Runner-up Best National Costume                  |        |
| 2019 | Nguyễn Thị Thu Hiền | Đắk Lắk    | Không đạt giải | 1 - - Missosology's Choice                                 |        |
| 2024 | Phạm Thị Ánh Vương  | Bình Thuận | Top 10         | 1 - - Best National Costume                                | [ 80 ] |

## Cuộc thi sắc đẹp quốc tế dành cho quý bà

### Mrs World -Hoa hậu Quý bà Thế giới
Chú thích màu
- : Hoa hậu
- : Á hậu
- : Top chung kết
- : Top bán chung kết
- : Được giải thưởng đặc biệt

| Năm  | Tên                  | Quê quán                  | Thứ hạng       | Giải thưởng đặc biệt          | T.k.   |
| ---- | -------------------- | ------------------------- | -------------- | ----------------------------- | ------ |
| 2005 | Đoàn Thị Kim Hồng    | Thành phố Hồ Chí Minh     | Không đạt giải | 1 - - Mrs Congeniality        |        |
| 2008 | Nguyễn Diệu Hoa      | Hà Nội                    | Top 5          |                               | [ 81 ] |
| 2009 | Hoàng Thị Yến        | Thành phố Hồ Chí Minh     | Á hậu 2        |                               | [ 82 ] |
| 2009 | Nguyễn Thị Thu Hà    | Bà Rịa – Vũng Tàu         | Không đạt giải |                               |        |
| 2011 | Nguyễn Thu Hương     | Hà Nội                    | Á hậu 2        |                               | [ 83 ] |
| 2013 | Trần Thị Quỳnh       | Hải Phòng                 | Top 6          |                               | [ 84 ] |
| 2014 | Nguyễn Thị Ngọc Diễm | Trà Vinh                  | Không đạt giải | 1 - - Mrs Best Body World     |        |
| 2016 | Trần Thị Diễm Trang  | Thành phố Hồ Chí Minh     | Không đạt giải | 1 - - Best National Costume   |        |
| 2017 | Trần Xuân Thủy       | Thành phố Hồ Chí Minh     | Top 5          | 1 - - Best National Costume   | [ 85 ] |
| 2018 | Trần Thị Thu Hạnh    | Hà Nội                    | Top 12         |                               | [ 86 ] |
| 2019 | Jennifer Lê          | Las Vegas, Nevada, Hoa Kỳ | Mrs World      | 1 - - Best National Costume   | [ 87 ] |
| 2020 | Bùi Uyên Vi          | Washington, Hoa Kỳ        | Không đạt giải | 1 - - Best National Costume   |        |
| 2021 | Nguyễn Mỹ Linh       | Colorado, Hoa Kỳ          | Không đạt giải | 1 - - Top 7 Mrs Fabulous Face |        |
| 2022 | Nguyễn Thị Bích Hạnh | Ninh Thuận                | Không đạt giải |                               |        |
| 2023 | Vương Kim Hằng       | Thành phố Hồ Chí Minh     | Không đạt giải |                               |        |

### Mrs Universe -Hoa hậu Quý bà Hoàn vũ
Chú thích màu
- : Hoa hậu
- : Á hậu
- : Top chung kết
- : Top bán chung kết
- : Được giải thưởng đặc biệt

| Năm         | Tên                   | Quê quán                 | Thứ hạng       | Giải thưởng đặc biệt                                     | T.k.   |
| ----------- | --------------------- | ------------------------ | -------------- | -------------------------------------------------------- | ------ |
| 2016        | Nguyễn Thị Thanh Hằng | Thành phố Hồ Chí Minh    | Top 20         | 1 - - Mrs Face                                           |        |
| 2017        | Lưu Hoàng Trâm        | Texas, Hoa Kỳ            | Mrs Universe   | 1 - - Business Woman                                     | [ 88 ] |
| 2018        | Châu Ngọc Bích        | Kiên Giang               | Top 25         | 2 - - Mrs Universe Ambassador - Best in National Costume |        |
| 2019        | Phan Thị Hiếu         | Quảng Ngãi               | Không đạt giải | 1 - - Mrs Tourism Universe                               |        |
| Online 2020 | Hồ Thị Oanh Yến       | Hải Phòng                | Không đạt giải |                                                          |        |
| 2021        | Brooke Nguyen         | British Columbia, Canada | Không đạt giải | 1 - - Mrs Angelic                                        |        |
| 2022        | Hoàng Thanh Nga       | Thành phố Hồ Chí Minh    | Á hậu 1        | 1 - - Mother of the Universe                             | [ 89 ] |

### Mrs Globe -Hoa hậu Quý bà Hoàn cầu
Chú thích màu
- : Hoa hậu
- : Á hậu
- : Top chung kết
- : Top bán chung kết
- : Được giải thưởng đặc biệt

| Năm  | Tên                          | Quê quán              | Thứ hạng | Giải thưởng đặc biệt                            |
| ---- | ---------------------------- | --------------------- | -------- | ----------------------------------------------- |
| 2014 | Nguyễn Ngân Hà               | Thành phố Hồ Chí Minh | Á hậu 1  | 1 - - Goodwill Ambassador                       |
| 2016 | Phạm Thiên Trang             | Thành phố Hồ Chí Minh | Top 15   | 2 - - Best National Costume - Best Personality  |
| 2019 | Nguyễn Thị Khuyên            | Nghệ An               | Top 15   | 1 - - Beauty of Asia                            |
| 2024 | Nguyễn Thị Diện (Ngọc Trang) |                       | Top 10   | 2 - - Mrs Globe Asia - Best in National Costume |

### Mrs. International -Hoa hậu Quý bà Quốc tế
Chú thích màu
- : Hoa hậu
- : Á hậu
- : Top chung kết
- : Top bán chung kết
- : Được giải thưởng đặc biệt

| Năm  | Tên              | Quê quán              | Thứ hạng       | Giải thưởng đặc biệt |
| ---- | ---------------- | --------------------- | -------------- | -------------------- |
| 2018 | Samantha Vu-Tran | Oklahoma, Hoa Kỳ      | Không đạt giải |                      |
| 2019 | Phạm Thị Hải Yến | Thành phố Hồ Chí Minh | Không đạt giải |                      |

## Cuộc thi sắc đẹp quốc tế dành cho cộng đồngLGBTQ

### Miss International Queen -Hoa hậu Chuyển giới Quốc tế
Chú thích màu
- : Hoa hậu
- : Á hậu
- : Top chung kết
- : Top bán chung kết
- : Được giải thưởng đặc biệt

| Năm  | Tên                   | Quê quán              | Thứ hạng                 | Giải thưởng đặc biệt | T.k.   |
| ---- | --------------------- | --------------------- | ------------------------ | --- | ------ |
| 2014 | Angelina May Nguyễn   | Thành phố Hồ Chí Minh | Không đạt giải           | |        |
| 2018 | Nguyễn Hương Giang    | Hà Nội                | Miss International Queen | 2 - - Best Talent - Most Popular Introductory Video                                                                          | [ 90 ] |
| 2019 | Đỗ Nhật Hà            | Thành phố Hồ Chí Minh | Top 6                    | 3 - - Most Popular Introductory Video - Top 5 Best Evening Gown - Top 12 Best Talent                                         | [ 91 ] |
| 2020 | Bùi Đình Hoài Sa      | An Giang              | Top 12                   | 2 - - Most Popular Introductory Video - 1st Runner-up Best Talent                                                            | [ 92 ] |
| 2022 | Phùng Trương Trân Đài | California, Hoa Kỳ    | Top 6                    | 3 - - Best Talent - Top 5 Miss Photogenic - Top 5 Miss Popular Votes                                                         | [ 93 ] |
| 2023 | Nguyễn Hà Dịu Thảo    | Hải Dương             | Top 11                   | 3 - - Wonder Woman - Best National Costume - Miss Popular Vote                                                               | [ 94 ] |
| 2024 | Nguyễn Tường San      | Khánh Hòa             | Á hậu 2                  | 5 - - 2nd Runner-up Best Talent - Miss Perfect Skin - Preliminary Best Performance - Best National Costume - Miss Photogenic | [ 95 ] |
| 2025 | Hà Tâm Như            | Vĩnh Long             | TBA                      | TBA |        |

## Cuộc thi sắc đẹp quốc tế dành cho người khiếm thính

### Miss Deaf World- Hoa hậu Khiếm thính Thế giới
Chú thích màu
- : Hoa hậu
- : Á hậu
- : Top chung kết
- : Top bán chung kết
- : Được giải thưởng đặc biệt

| Năm  | Tên              | Quê quán | Thứ hạng | Giải thưởng đặc biệt | T.k.   |
| ---- | ---------------- | -------- | -------- | -------------------- | ------ |
| 2015 | Lê Thị Thúy Đoan | Hà Nội   | Á hậu 2  |                      | [ 96 ] |